# أنديرس شرودر
أنديرس شرودر (بالسويدية: Anders Schröder)‏ هو سياسي سويدي، ولد في 24 يونيو 1990. حزبياً، نشط في حزب الخضر. وقد انتخب عضو البرلمان السويدي ‏ عن دائرة Gävleborg County (Riksdag constituency) ‏ (29 سبتمبر 2014 – ).